# إلياس حنكش
إلياس حنكش، نائب في البرلمان اللبناني. نجح في الانتخابات التشريعية اللبنانية 2018، بعدما رشّحه حزب الكتائب عن المقعد الماروني في دائرة المتن الشمالي.

## نشأته
وُلد إلياس حنكش في بلدة رومية المتنية عام 1977، متزوّج من ريتا لمع ولديه ثلاثة أولاد هم جوليا وبيتر وجويا.

## المستوى العلمي
يحمل شهادة بكالوريوس في التسويق من جامعة الروح القدس-الكسليك، وأنهى دورات تدريبية في جامعة «هارفرد» و«كلية لندن للأعمال».

## السيرة المهنية
بدأ حياته المهني بالعمل مع شركة «بون جوس» اللبنانية، قبل أن ينتقل للعمل مع شركة «ريد بل» العالمية ويصبح مديراً لها فيما بعد.

## المسيرة السياسية
انضمّ إلى حزب الكتائب اللبنانية خلال سنوات الدراسة، وتدرّج في الحزب على مدى سنوات من مساعد أمين عام إلى نائب امين عام وصولاً إلى عضو المكتب السياسي في عام 2015. كما عُيِّن مستشار لوزير الاقتصاد عام 2014.